# Софроній (Батоврін)
Старець Софроній (в миру Стефан Батоврін; [?], поч. XVII ст. — 1692 р.) — настоятель Софроніївського монастиря, походив з роду путивльських купців Батовріних.

## Життєпис
Народився Стефан Батоврін на початку XVII ст. у місті Путивлі, у купецькій родині. Відомо, що Стефан був успішним купцем, мав родину та дітей. У повсякденному житті він намагався дотримуватися християнських законів і жив благочестиво. Тому коли його діти виросли, Стефан вирішує підти в монастир на служіння Господу.
У 1640-50 рр. на Путивльщині, у лісі, що належав боярину Ширяєву, оселився чернець Олександр, який, імовірніше за все, прийшов у ці краї з Києво-Печерської обителі. Саме в учні до старця Олександра й пішов Стефан. Чернець здійснив постриг Батовріна і з того часу Стефан став Софронієм. Окрім Софронія та Олександра в Ширяєвській пустині жили старці Нікон та Ілля.

Софроніївський монастир (1889). Літографія

Невдовзі у 1653 році, за наказом князя Хілкова, ченці були переведені до Мовчанської Печерної обителі. З 1656 по 1692 рр. старець Софроній був будівником Мовчанського монастиря. Завдячуючи його старанням, обитель розширила територію і стала відома на всю Московську державу. Про це свідчитьить той факт, що старець Софроній був особисто відомий самому цареві Олексію Михайловичу. А в 1670 році патріархом Ніконом Мовчанському монастирю було надано самостійність.
У 1672 році Софронія заслали до Чудова монастиря через наклеп ігумена Романа, проте невдовзі настоятеля все ж повернули назад. Це відбулося завдяки численним проханням церковної братії Мовчанського монастиря.
У 1677 році Софронія знову ледь не вислали з Мовчанського монастиря. Цього разу його врятувало втручання російського дисидента Семена Медвєдєва (1640-1691), який писав до князів Михайла та Григорія Ромодановських, що без Софронія Мовчанський монастир просто загине. Але тут слід додати, що колись у 1672 році настоятель Софроній давав притулок Медвєдєву у своєму монастирі.
Помер старець Софроній у 1692 році. За його видатні заслуги перед монастирем з того часу обитель стала зватися Софроніївською.
За деякими згадками в 1950-х роках, коли комуністи знищували Софронієву пустинь, їм з'явився старець, який назвав себе Софронієм і сказав:
|  | Ламайте, ламайте, все одно оновиться Єрусалим |

Після цього невідомий старець щез.
Точна дата смерті преподобного Софронія невідома, але вшанування його пам'яті  щорічно урочисто відбувалася в монастирі 17 (30) липня (разом з вшануванням пам'яті його наступника-будівника старця Серапіона).